# ألبرت روسيل
ألبرت روسيل (بالفرنسية: Albert Roussel) (و. 1869 – 1937 م) هو ملحن، ومصمم رقص، وعازف بيانو، وعالم موسيقى، ومعلم موسيقى، وأستاذ جامعي، من فرنسا، ولد في توركوان، توفي في رويان (فرنسا)، عن عمر يناهز 68 عاماً، بسبب نوبة قلبية.

## التعليم
تعلم في الكلية البحرية الفرنسية ‏، وكلية ستانيسلاس في باريس.

## وصلات خارجية
- ألبرت روسيل على موقع IMDb (الإنجليزية)
- ألبرت روسيل على موقع الموسوعة البريطانية (الإنجليزية)
- ألبرت روسيل على موقع ميوزك برينز (الإنجليزية)
- ألبرت روسيل على موقع أول ميوزيك (الإنجليزية)
- ألبرت روسيل على موقع ديسكوغز (الإنجليزية)